# 原桂子
原 桂子（はら けいこ、旧姓：鶴田、1975年7月12日 - ）は、日本の元女子バレーボール選手、指導者。

## 来歴
2006年に引退後は、久光製薬スプリングス総務兼広報担当としてチームをサポートしていた。2007年6月末日をもって、久光を退団。同年9月、武富士バンブーに入部。2シーズンぶりに現役復帰した。
2008年4月、Vリーグ出場試合が255試合となり、2007年にリーグ40回大会を記念し創設された『Vリーグ特別表彰制度』の表彰基準を達成したため、長期活躍選手として特別表彰された。
2009年に久光に復帰、2010年8月より選手兼任でヘッドコーチに就任した。2011年6月、退団。
2012年7月、Vチャレンジリーグ（当時）の上尾メディックス（現・埼玉上尾メディックス）の特任コーチに就任した。
2023年は同チームのチームコネクター、2024年はGM補佐を務める。

## 所属チーム
- 櫛形中
- 増穂商業高等学校
- ダイエーオレンジアタッカーズ（1994-2000年）
- 久光製薬スプリングス（2000-2006年）
- 武富士バンブー（2007-2009年）
- 久光製薬スプリングス（2009-2011年）

## 球歴
- 全日本代表 - 2001-2002年

## 受賞歴
- 2002年 - 第8回Vリーグ ベスト6
- 2008年 - 2007-08プレミアリーグ Vリーグ栄誉賞